# František Hrubík
František Hrubík (8. listopadu 1874, Praha – 15. října 1928, Poděbrady) byl český římskokatolický kněz, Prelát Jeho Svatosti a kanovník Metropolitní kapituly u sv. Víta v Praze.

## Život
Narodil se 8. listopadu 1874 v Praze.
Po studiu teologie působil ještě jako podjáhen a vikarista na arcibiskupské kurii. Dne 8. prosince 1896 přijal jáhenské svěcení a 3. dubna 1897 svěcení kněžské. Dne 25. června 1899 se stal ceremoniářem metropolitní kapituly a pracovníkem v archivu a 31. prosince 1901 byl jmenován ceremoniářem kardinála Lva Skrbenského z Hříště. Na konci ledna 1908 se stal jeho druhým sekretářem a 15. července 1912 jeho prvním sekretářem. Po sepsání dizertační práce s názvem „De sepultura ecclesiastica“ a složení zkoušek, získal doktorát z teologie.
Roku 1903 po smrti papeže Lva XIII. doprovázel kardinála Skrbenského na konkláve. Při návštěvě Ad limina mu papež Pius X. 19. října 1913 udělil titul Papežský tajný komoří. Tento titul mu byl znovu udělen papežem Benediktem XV., a to 5. září 1914.
Dne 15. června 1916 byl jmenován radou arcibiskupské konzistoře a členem konzilia „a Vigilantia“. Dne 9. listopadu stejného roku se stal radou brněnské diecéze. Na konci prosince stejného roku arcibiskupským komisařem gymnázia v Praze 2. Dále působil jako komisař gymnázia v Praze 7 (1918), prosynodální soudce (1919), prosynodální examinátor a examinátor svěcenců (1920) a také jako examinátor uchazečů o službu katechety na středních školách (1920).
Dne 2. května 1921 byl zvolen kanovníkem Metropolitní kapituly u sv. Víta v Praze a slavnostně instalován byl 26. června.
Dne 1. ledna 1922 se stal kancléřem arcidiecéze a 1. února 1923 arcibiskupským komisařem pro zkoušky doktorandů teologie a pro zkoušky bohoslovců na teologické fakultě Univerzity Karlovy. Dále zastával funkce arcibiskupského komisaře karmelitek na Hradčanech a arcibiskupského gymnázia v Bubenči či zástupce arcibiskupa v Křesťanské Akademii.
Dne 19. ledna 1926 mu papež Pius XI. udělil titul Prelát Jeho Svatosti.
Zemřel 15. října 1928 po nemoci v lázních v Poděbradech. Pohřben byl na hřbitově na Olšanech.